# SM UC-14
SM UC-14 – niemiecki podwodny stawiacz min z okresu I wojny światowej, czternasty w kolejności okręt podwodny typu UC I. Zwodowany 13 maja 1915 roku w stoczni AG Weser w Bremie, został przyjęty do służby w Kaiserliche Marine 5 czerwca 1915 roku. Przewieziony w częściach nad Adriatyk, został nominalnie wcielony w skład Kaiserliche und Königliche Kriegsmarine pod nazwą U-18, a od stycznia 1917 roku stacjonował nad Morzem Północnym. W trakcie służby operacyjnej okręt odbył 38 patroli bojowych, podczas których postawił zagrody minowe, na których zatonęło 14 statków o łącznej pojemności 8182 BRT i dwa okręty o łącznej wyporności 14 107 ton (w tym włoski pancernik „Regina Margherita”). UC-14 został zatopiony 3 października 1917 roku, po wejściu na brytyjską zagrodę minową w okolicach Zeebrugge.

## Projekt i budowa
Sukcesy pierwszych niemieckich U-Bootów na początku I wojny światowej (m.in. zatopienie brytyjskich krążowników pancernych HMS „Aboukir”, „Hogue” i „Cressy” przez U-9) skłoniły dowództwo Cesarskiej Marynarki Wojennej z admirałem Tirpitzem na czele do działań mających na celu budowę nowych typów okrętów podwodnych. Doceniając też wagę wojny minowej, 9 października 1914 roku ministerstwo marynarki zatwierdziło projekt małego podwodnego stawiacza min opracowanego przez Inspektorat Torped pod kierunkiem dr Wernera, oznaczonego później jako typ UC I.
Przyszły UC-14 zamówiony został 23 listopada 1914 roku jako czternasty z serii 15 okrętów typu UC I (numer projektu 35a, nadany przez Inspektorat U-Bootów), w ramach wojennego programu rozbudowy floty. Został zbudowany w stoczni AG Weser w Bremie. Stocznia oszacowała czas budowy okrętu na 5-6 miesięcy. UC-14 otrzymał numer stoczniowy 229 (Werk 229). Stępkę okrętu położono 28 stycznia 1915 roku, a zwodowany został 13 maja 1915 roku.

## Dane taktyczno-techniczne
UC-14 był niewielkim, przybrzeżnym okrętem podwodnym o konstrukcji jednokadłubowej, którego koncepcja oparta była na projekcie jednostek typu UB I. Długość całkowita wynosiła 33,99 metra, szerokość 3,15 metra i zanurzenie 3,04 metra. Wysokość (od stępki do szczytu kiosku) wynosiła 6,3 metra. Wyporność w położeniu nawodnym wynosiła 168 ton, a w zanurzeniu 183 tony. Jednostka posiadała zaokrąglony dziób oraz cylindryczny kiosk o średnicy 1,3 m, obudowany opływową osłoną, a do jej wnętrza prowadziły dwa luki: jeden w kiosku i drugi w części rufowej, prowadzący do pomieszczeń załogi. Okręt napędzany był na powierzchni przez 6-cylindrowy, czterosuwowy silnik Diesla Daimler RS166 o mocy 90 koni mechanicznych (KM), a pod wodą poruszał się dzięki silnikowi elektrycznemu SSW o mocy 175 KM. Poruszający jedną trójłopatową, wykonaną z brązu śrubą (o średnicy 1,8 m i skoku 0,43 m) układ napędowy zapewniał prędkość 6,2 węzła na powierzchni i 5,22 węzła w zanurzeniu (przy użyciu na powierzchni silnika elektrycznego okręt był w stanie osiągnąć 7,5 węzła). Zasięg wynosił 910 Mm przy prędkości 5 węzłów w położeniu nawodnym oraz 50 Mm przy prędkości 4 węzłów pod wodą. Okręt zabierał 3,5 tony oleju napędowego, a energia elektryczna magazynowana była w akumulatorach składających się ze 112 ogniw, o pojemności 4000 Ah, które zapewniały 3 godziny podwodnego pływania przy pełnym obciążeniu.
Okręt posiadał dwa wewnętrzne zbiorniki balastowe. Dopuszczalna głębokość zanurzenia wynosiła 50 metrów, a czas zanurzenia 23-36 s. Okręt nie posiadał uzbrojenia torpedowego ani artyleryjskiego, przenosił natomiast w części dziobowej 12 min kotwicznych UC/120 w sześciu skośnych szybach minowych o średnicy 100 cm, usytuowanych jeden za drugim w osi symetrii okrętu, pod kątem do tyłu (sposób stawiania – „pod siebie”). Układ ten powodował, że miny trzeba było stawiać na zaplanowanej przed rejsem głębokości, gdyż na morzu nie było do nich dostępu (także zapalniki min trzeba było montować jeszcze przed wypłynięciem, co nie było rozwiązaniem bezpiecznym i stało się przyczyną zagłady kilku jednostek tego typu). Uzbrojenie uzupełniał jeden karabin maszynowy z zapasem amunicji wynoszącym 150 naboi. Okręt posiadał jeden peryskop Zeissa. Wyposażenie uzupełniała kotwica grzybkowa o masie 136 kg. Załoga okrętu składała się z 1 oficera (dowódcy) oraz 13 podoficerów i marynarzy.

## Przebieg służby

### 1915 rok
SM UC-14 został wcielony do służby w Cesarskiej Marynarce Wojennej 5 czerwca 1915 roku. Tego dnia dowódcą U-Boota mianowany został por. mar. Cäsar Bauer. Następnie okręt został w sekcjach przewieziony koleją do austro-węgierskiej bazy Pola nad Morzem Adriatyckim, gdzie został powtórnie zmontowany. UC-14 włączono w skład niemieckiej Flotylli Pola, operującej z Poli i Cattaro. Okręt nominalnie wcielono do K.u.K. Kriegsmarine pod nazwą U-18, jednak załoga pozostała niemiecka. W okresie od 29 lipca do 11 września okręt bazował w Konstantynopolu, operując w tym czasie na Morzu Egejskim. Pierwszy sukces odniesiony został 4 grudnia, kiedy to na postawioną przez okręt zagrodę minową weszły dwie włoskie jednostki: zbudowany w 1912 roku niszczyciel „Intrepido” (680 t), który zatonął w okolicy Valony ze stratą 4 marynarzy oraz pochodzący z 1892 roku statek pasażerski „Re Umberto” (2953 BRT), na którym zginęły 53 osoby (zatonął na tych samych wodach, w okolicy Przylądka Linguetta).

### 1916 rok
8 stycznia 1916 na minach postawionych przez UC-14 w okolicy Brindisi zostały zatopione trzy jednostki: zbudowany w 1910 roku włoski transportowiec „Citta Di Palermo” (3415 BRT), który zatonął ze stratą 84 ludzi; brytyjski kuter HMD „Freuchny” (84 ts), na którego pokładzie zginęło 8 członków załogi oraz zbudowany w 1907 roku kuter HMD „Morning Star” (97 ts), na którym zginęło 9 marynarzy.
7 stycznia 1916 roku okręt otrzymał nowego kapitana, którym został por. mar. Franz Becker. 20 lutego na minach postawionych przez UC-14 w okolicy Brindisi zatonął zbudowany w 1914 roku kuter HMD „Gavenwood” (88 ts), na którym zginęło 11 członków załogi. 16 marca w drodze z Cattaro do Korfu okręt został zaatakowany torpedami wystrzelonymi przez wrogi okręt podwodny: jedna przeszła tuż za rufą, a druga trafiła w śródokręcie, jednak nie wybuchła. 20 marca po wejściu na minę UC-14 nieopodal wyspy Korfu zatonął francuski uzbrojony trawler „Ginette” (272 t) pochodzący z 1913 roku.
1 lipca dowództwo okrętu objął por. mar. Alfred Klatt. 9 października UC-14 zakończył służbę we Flotylli Pola i został następnie w sekcjach przewieziony z powrotem nad Morze Północne. Postawione przez niego wcześniej miny stały się jednak przyczyną zagłady jeszcze trzech jednostek: 26 listopada w okolicy Gallipoli zatonął brytyjski kuter HMD „Finross” (78 ts) oraz, na tych samych wodach, nieopodal Santa Maria di Leuca, kuter HMD „Michaelmas Daisy” (99 ts), na którym śmierć poniosła cała załoga licząca 12 osób; 12 grudnia natomiast nieopodal Valony na pochodzącej z UC-14 minie zatonął włoski przeddrednot „Regina Margherita” o wyporności 13 427 ton (w katastrofie zginęło 675 członków załogi).

### 1917 rok
11 stycznia okręt włączono do Flotylli Flandria, a jego nowym dowódcą został por. mar. Ulrich Pilzecker. Na pierwszy sukces pod jego dowództwem załoga okrętu musiała czekać do 30 marca, kiedy to na południowy wschód od Lowestoft (na pozycji 52°26′N 1°48′E/52,433333 1,800000) zatonął brytyjski uzbrojony trawler HMT „Christopher” (316 ts) – wraz z okrętem zginęło 5 członków załogi. 9 kwietnia jego los podzielił zbudowany w 1913 roku uzbrojony trawler HMT „Orthos” (218 ts), który za stratą 1 marynarza zatonął na pozycji 52°23′00″N 1°52′30″E/52,383333 1,875000. 23 maja na wschód od Lowestoft (na pozycji 52°30′N 1°54′E/52,500000 1,900000) zatonął kolejny uzbrojony trawler HMT „Tettenhall” (227 ts), na którym zginęło 6 osób.
7 lipca 1917 roku nowym dowódcą UC-14 mianowany został por. mar. Helmut Lorenz. Jego osiągnięciem było zatopienie 10 września zbudowanego w 1912 roku uzbrojonego trawlera HMT „Loch Ard” (225 ts), na którym zginęło 5 ludzi (na pozycji 52°30′N 1°53′E/52,500000 1,883333).
14 września dowództwo okrętu objął por. mar. rez. Adolf Feddersen. 2 października na postawionej przez UC-14 minie ze stratą 5 marynarzy zatonął na Morzu Północnym kuter rybacki „Willing Boys” (51 BRT), a 7 października jego los podzielił kuter rybacki „Reliance” (60 BRT), na którym zginęło 10 rybaków.
Wiadomości o tych sukcesach nie dotarły nigdy do załogi UC-14, gdyż 3 października 1917 roku okręt zatonął na brytyjskiej zagrodzie minowej na północ od Zeebrugge, na pozycji 51°32′00″N 3°08′45″E/51,533333 3,145833 (wszyscy zginęli).